# Hyoscyamus muticus

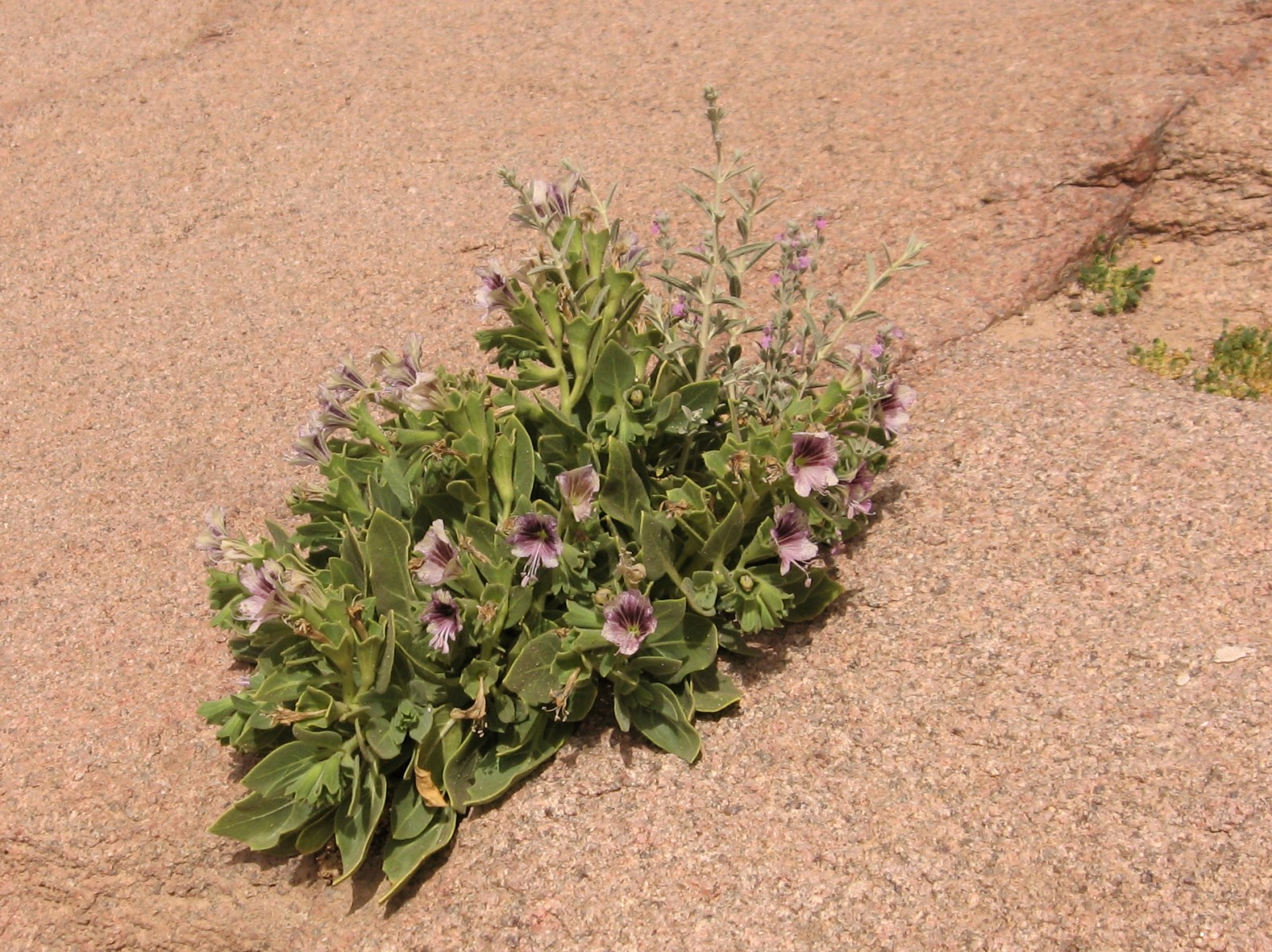
Vista general. Circa Monte Sinaí (Egipto)

Hyoscyamus muticus, el beleño egipcio, es una especie de planta herbácea del género Hyoscyamus de la familia Solanaceae.

## Descripción
Es una planta herbácea suculenta, con porte de mata, perenne, glabra o pubescente, viscosa, que puede alcanzar 1,5 m de altura. El tallo es ramificado en su parte alta; soporta hojas de 4–12 cm por 1–9 cm, pecioladas y alternas, inferiores ovaladas a anguladas, generalmente de márgenes sinuados y/o dentados, mientras las superiores son más estrechas, subsentadas, lanceoladas y habitualmente de bordes enteros. Las flores, en densas inflorescencias erectas de hasta 30 cm de largo con brácteas enteras, tienen el cáliz, pentalobulado, glabro/pubescente (pero no densamente peludo como otras especies del género) y acrescente en la fructificación, mientras la corola, al principio de color blancuzco a verdosos, y luego exteriormente de este mismo color y interiormente densamente manchado de púrpura y con una red nerviosa más clara, es algo zigomorfo. El androceo tiene sus 5 estambres  desiguales con anteras violáceas. El fruto, rodeado del cáliz acrescente y persistente, es un pixidio de diámetro mediocentimétrico con numerosas simientes de contorno arriñonado o cuneado, alveoladas, de unos 1 por 1,5 mm.

## Distribución y hábitat
Es una especie nativa de África (Marruecos, Mali, Mauritania, Chad, Etiopía, Sudán, Argelia, Egipto, Libia y Níger); la Península arábiga y Oriente medio (Jordania, Israel y Siria). Se cultiva en Nigeria, Egipto y Pakistán. Crece en suelos rocosos de areniscas y arenas desérticas.

## Composición, propiedades y usos
- Es una planta venenosa que tiene muchos alcaloides como principio activo, principalmente Hiosciamina
- A dosis elevadas se convierte en narcótico
- Usado en homeopatía como calmante
- En pueblos primitivos se utilizaba como afrodisíaco, siendo el principal componente de los "filtros de amor"
- Utilizado bajo control médico para tratar los "delírium tremens", epilepsia, insomnio, terrores, bronquitis asmática, etc.[4][9]

Principios activos
Tiene las mismas características y propiedades que el Beleño negro (Hyoscyamus niger), diferenciándose en la  abundancia de sus alcaloides y en que se cultiva para su empleo en la industria farmacéutica.
Todas las partes de la planta contienen alcaloides, incluyendo principalmente escopolamina y hiosciamina.  La concentración más alta se encuentra en las flores (2%), seguido por las hojas (1,4 a 1,7%) y semillas (0,9 a 1,3%). Los tallos contienen 0,5 a 0,6%, la cantidad más baja. Hyoscyamus muticus es de todas las especies de Hyoscyamus, el que tiene la acción venenosa más activa. Una intoxicación es potencialmente mortal y muy posible, sin embargo, rara vez se ha producido.

## Taxonomía
Hyoscyamus muticus fue descrita por Linneo y publicado en Mantissa Plantarum, vol. 1, p. 45, en el año 1767.
Etimología
- Hyoscyamus: del latín hýoscýǎmus, -i, prestado del griego ύοσχύαμoς, evocado en Plinio el Viejo en su Naturalis Historia (25, XVII) y ya empleado por los Griegos para nombrar diversas especies del género. El vocablo está construido por las palabras griegas ύοσ, cerdo, jabalí, y χύαμoς, haba, o sea 'Haba de cerdo'[16][17][18] y se trataría de una alusión a un episodio de la Odisea en el cual, simplificándolo, Circe, la maga, transforma los compañeros de Ulises en gorrinos haciéndoles beber una poción a base de beleño; Ulises se salva, pues estaba inmunizado por el moly que Hermés le entregó a tiempo, pero sus acompañantes fueron presa de alucinación teriomórfica, provocada por la ingesta de la bebida, alucinación donde se metaforizan, no solo físicamente en cerditos, pero también adoptan sus comportamientos y «Circe les echó de comer bellotas, fabucos y el fruto del cornejo, todo lo que comen los cerdos que se acuestan en el suelo».[19]
- muticus: del latín mǔtǐcus, deformación de mǔtǐlus, -a, -um, prestado del griego μύτιλος, mutilado, en alusión al cáliz glabro.

Sinonimia
- Hyoscyamus boveanus (Dunal) Asch. & Schweinf.
- Hyoscyamus falezlez Coss.
- Scopolia mutica Dunal[20]

## Citología
Número básico de cromosomas: x = 14; 2n = 28, 56.

## Advertencia
Como todas las especies del género Hyoscyamus, es una planta venenosa que, aunque tenga ciertos usos farmacéutico/medicinales benéficos, para diversas dolencias y en dosis, usualmente homeopáticas, bien definidas, debe manejarse con suma precaución, ya que, entre otros aspectos, la cantidad de principios activos peligrosos en una especie o, incluso, un individuo en particular puede variar de manera importante e imprevisible según las condiciones edáficas y climáticas del lugar de recolección.